# Linnaemya hirtiradia
Linnaemya hirtiradia är en tvåvingeart som beskrevs av Chao och Shi 1980. Linnaemya hirtiradia ingår i släktet Linnaemya och familjen parasitflugor. Inga underarter finns listade i Catalogue of Life.